# Тебеньковка
Тебе́ньковка (рос. Тебеньковка) — присілок у складі Кемеровського округу Кемеровської області, Росія.

## Населення
Населення — 209 осіб (2010; 170 у 2002).
Національний склад (станом на 2002 рік):
- росіяни — 77 %